# Edgar Hed
Edgar Hed, geboren als Edgar Hecht (geboren 16. Dezember 1904 in Kattowitz, Oberschlesien; gestorben 1956 in Tel Aviv, Israel), war ein deutsch-israelischer Architekt.

## Leben
Edgar Hecht studierte von 1929 bis 1932 bei Ludwig Mies van der Rohe am Bauhaus Dessau. Sein Studium konnte er noch vor Schließung des Bauhauses durch die Nationalsozialisten am 22. August 1932 mit Diplom abschließen.
1935 floh Hecht nach Palästina. Es erfolgte die Hebräisierung seines Nachnamens in „Hed“.
Anfang der 1940er Jahre arbeitete er als Architekt im Planungsbüro Public Works Department in Jerusalem.
Hecht starb 1956 in Tel Aviv.

## Werke vor 1933
- „Südtyp – 2 Personen mit Gartenhof“, Studienarbeit, Seminar Mies van der Rohe, 1931
- „Atelier-Siedlung am Stössensee“, Studienarbeit, Seminar Mies van der Rohe, 1931/32
- „Terrasse mit Hauseingang“, Studienarbeit, Seminar Mies van der Rohe
- Orientierungsskizze, Volksopernsaal, Charkow, Studienarbeit, Seminar Mies van der Rohe